# Хлорид цинку
Хлорид цинку — назва хімічних сполук з формулою ZnCl2 та його гідрати. Хлориди цинку, дев'ять з яких відомі у кристалічній формі, безбарвні або білі, та дуже добре розчинні у воді. ZnCl2 є гигроскопічним і навіть розпливається за рахунок поглинання вологи. Тому він має бути захищений від вологи, включаючи водяні випари присутні у звичайному повітрі. Хлорид цинку має широке застосування у обробці текстилю, у металургії як флюс та хімічному синтезі. Природних мінералів з таким хімічним складом не відомо, окрім дуже рідкісного мінералу симонколеïту, Zn5(OH)8Cl2·H2O.
Зокрема, застосовується для підвищення густини води, як рідина глушіння свердловин.